# 시노부촌 (후쿠시마현 니시시라카와군)
시노부촌(信夫村)은 후쿠시마현 니시시라카와군에 일찍이 존재했던 촌이다.

## 지리
- 현재의 시라카와시의 북동부, 다이신촌의 동부에 위치한다.

## 역사
- 1889년 4월 1일 - 정촌제 시행에 의해 6촌이 합병해 니시시라카와군 시노부촌이 성립하였다.
- 1955년 4월 10일 - 오야촌과 합병해 다이신촌이 성립하여, 동일 시노부촌은 폐지되었다.
- 2005년 11월 7일 - (구) 시라카와 시·오모테고 촌·히가시 촌과 합병해 시라카와시가 성립하였다.

- 1889년 1,649
- 1920년 2,273
- 1935년 2,540
- 1947년 3,264

## 참고문헌
- 角川日本地名大辞典編纂委員会『角川日本地名大辞典 7 福島県』、角川書店、1981年 ISBN 4040010701
- 日本加除出版株式会社編集部『全国市町村名変遷総覧』、日本加除出版、2006年 ISBN 4817813180